# Distribució gamma
En la teoria de la probabilitat i l'estadística, la distribució gamma és una família de distribucions contínues amb dos paràmetres que inclouen com a casos particulars moltes distribucions importants, com la distribució exponencial, khi quadrat o Erlang. Té un paràmetre d'escala θ i un paràmetre de forma k. Si k és un nombre sencer aleshores la distribució representa la suma de k variables aleatòries exponencials,
cadascuna de les quals té mitjana θ.
La referència bàsica d'aquest article és Johnson et al..

## Funció de densitat i parametritzacions
Hi ha dues parametritzacions diferents de la distribució gamma. La primera utilitza un paràmetre d'escala {\displaystyle \theta \in (0,\infty )} i un paràmetre de forma {\displaystyle k\in (0,\infty )}, i és àmpliament utilitzada tant en Estadística com en Probabilitats; a més, és la més habitual en el programari estadístic. La funció de densitat és 
| {\displaystyle f(x;k,\theta )={\begin{cases}{\dfrac {1}{\theta ^{k}\,\Gamma (k)}}\,x^{k-1}\,e^{-x/\theta },&{\text{si}}\ x>0,\\0,&{\text{si}}\ x\leq 0,\end{cases}}} |

on {\displaystyle \Gamma (k)} és la funció gamma. Si {\displaystyle X} és una variable aleatòria amb aquesta distribució, s'escriu {\displaystyle X\sim \Gamma (k,\theta )} o {\displaystyle X\sim {\text{Gamma}}(k,\theta )} .

La segona parametrització utilitza un paràmetre d'escala inversa, que també s'anomena paràmetre de taxa (rate parameter), {\displaystyle \beta \in (0,\infty )}, {\displaystyle \beta =1/\theta }, i el paràmetre de forma {\displaystyle \alpha =k\in (0,\infty )}. Aquesta parametrització també s'utilitza molt, per exemple en teoria de la probabilitat o en Estadística bayesiana. La funció de densitat, amb aquesta parametrització és {\displaystyle f(x;\alpha ,\beta )={\begin{cases}{\dfrac {\beta ^{\alpha }}{\Gamma (\alpha )}}\,x^{\alpha -1}\,e^{-\beta x},&{\text{si}}\ x>0,\\0,&{\text{si}}\ x\leq 0.\end{cases}}}

En aquest article utilitzarem la primera parametrització.

### Funció de distribució
{\displaystyle F(x;k,\theta )={\begin{cases}{\dfrac {1}{\Gamma (k)}}\gamma {\big (}k,{\dfrac {x}{\theta }}{\big )},&{\text{si}}\ x\geq 0\\0,&{\text{si}}\ x<0,\end{cases}}}on {\displaystyle \gamma (k,x)} és la funció gamma incompleta inferior.

### Propietat d'escala
Sigui {\displaystyle X\sim \Gamma (k,\theta )}. Aleshores per qualsevol {\displaystyle c>0}, tenim que {\displaystyle c\,X\sim \Gamma (k,c\,\theta )}. Aquesta propietat es comprova calculant la funció de densitat de {\displaystyle c\,X}.
En particular, si {\displaystyle X\sim \Gamma (k,\theta )}, aleshores {\displaystyle {\frac {X}{\theta }}\sim \Gamma (k,1)} i, recíprocament, si {\displaystyle Y\sim \Gamma (k,1)}, aleshores {\displaystyle \theta \,Y\sim \Gamma (k,\theta )}; Johnson et al anomenen distribució gamma estàndard a la distribució {\displaystyle \Gamma (k,1)}.
En termes de les funcions de densitat tenim la relació{\displaystyle f(x;k,\theta )={\frac {1}{\theta }}\,f{\Big (}{\frac {x}{\theta }};k;1{\Big )},} que és una de les característiques dels paràmetres d'escala.
La propietat d'escala permet reduir diverses propietats (per exemple el càlcul dels moments) a casos més senzills.

## Moments
La distribució gamma té moments de tots els ordres. Si {\displaystyle X\sim \Gamma (k,\theta )}, aleshores per a {\displaystyle n\geq 1}, 
| {\displaystyle E[X]=\theta k\quad {\text{i}}\quad E[X^{n}]=\theta ^{n}k(k+1)\cdots (k+n-1),\ n\geq 2.} |

En particular,
{\displaystyle E[X^{2}]=\theta ^{2}k(k+1),}
d'on 
{\displaystyle {\text{Var}}(X)=E[X^{2}]-{\big (}E[X]{\big )}^{2}=\theta ^{2}k.}

| {\displaystyle E[X]=\theta k\quad {\text{i}}\quad {\text{Var}}(X)=\theta ^{2}k.} |

## Funció generatriu de moments i funció característica
La distribució gamma {\displaystyle \Gamma (k,\theta )} té funció generatriu de moments en una semirecta que conté el zero:
{\displaystyle M(t)={\frac {1}{(1-\theta t)^{k}}},\quad t\in (-\infty ,{\frac {1}{\theta }}).}
La funció característica és
{\displaystyle \varphi (t)={\frac {1}{(1-i\theta t)^{k}}}=\exp {\Big \{}-k\log(1-i\theta t){\Big \}},\quad t\in \mathbb {R} ,}
on {\displaystyle \log } és la branca principal del logaritme, és a dir, amb la part imaginària a {\displaystyle (-\pi ,\pi )} .

## Caràcter reproductiu
Si {\displaystyle X_{1}\sim \Gamma (k_{1},\theta )} i {\displaystyle X_{2}\sim \Gamma (k_{2},\theta )} independents, aleshores {\displaystyle X_{1}+X_{2}\sim \Gamma (k_{1}+k_{2},\theta )}; és diu que la distribució {\displaystyle \Gamma (k,\theta )} és reproductiva respecte el paràmetre {\displaystyle k} . Aquesta propietat es demostra utilitzant les funcions característiques (o les funcions generatrius de moments) de {\displaystyle X_{1}} i {\displaystyle X_{2}}.

Més generalment, si {\displaystyle X_{1},\dots ,X_{n}} són independents, {\displaystyle X_{i}\sim \Gamma (k_{i},\theta )} , aleshores {\displaystyle \sum _{i=1}^{n}X_{i}\sim \Gamma {\big (}\sum _{i=1}^{n}k_{i},\theta {\big )}.} .

## La distribució gamma és infinitament divisible
La distribució gamma {\displaystyle \Gamma (k,\theta )} és infinitament divisible (o infinitament descomposable), això és, sigui {\displaystyle X\sim \Gamma (k,\theta )}, aleshores per a qualsevol enter {\displaystyle n\geq 1}, existeixen (en algun espai de probabilitat) variables aleatòries {\displaystyle X_{1},\dots ,X_{n}} independents i idènticament distribuïdes tals que {\displaystyle X\ {\overset {\mathcal {D}}{=}}\ X_{1}+\cdots +X_{n},}on {\displaystyle {\overset {\mathcal {D}}{=}}} indica la igualtat en distribució o llei. Aquí cal prendre {\displaystyle X_{i}\sim \Gamma (k/n,\theta ),\ i=1,\dots ,n} .
La representació de Lévy-Khintchine de la funció característica és 
{\displaystyle \varphi (t)=\exp {\Big \{}k\int _{0}^{\infty }{\big (}e^{itx}-1{\big )}\,{\frac {e^{-x/\theta }}{x}}\,dx{\Big \}}.}
Per tant, la mesura de Lévy té densitat 
{\displaystyle g(x)=k\,{\frac {e^{-x/\theta }}{x}},\quad x>0,}
i la part gaussiana i la deriva (drift) són zero (vegeu Sato per a les definicions d'aquests termes).

## Aproximació de la distribució gamma per la distribució normal
En aquest apartat suposarem que el paràmetre {\displaystyle k} és un nombre natural. Sigui {\displaystyle X_{k}\sim \Gamma (k,1)}, aleshores, com conseqüència del teorema central de límit, {\displaystyle {\frac {X_{k}-k}{\sqrt {k}}}\ {\underset {k\to \infty }{\overset {\mathcal {D}}{\longrightarrow }}}\ {\mathcal {N}}(0,1).}(Vegeu les notacions a convergència de variables aleatòries.) En altres paraules, per a {\displaystyle k} gran, {\displaystyle X_{k}} és aproximadament normal {\displaystyle {\mathcal {N}}(k,k)} .
Però aquesta aproximació a la distribució normal és molt lenta i el següent resultat dona una aproximació més ràpida: Sigui {\displaystyle X_{k}\sim \Gamma (k,1)}. Aleshores {\displaystyle 2{\Big (}{\sqrt {X_{k}}}-{\sqrt {k-{\tfrac {1}{4}}}}{\Big )}\ {\underset {k\to \infty }{\overset {\mathcal {D}}{\longrightarrow }}}\ {\mathcal {N}}(0,1).} És a dir, per a {\displaystyle k} gran, {\displaystyle {\sqrt {X_{k}}}} és aproximadament normal {\displaystyle {\mathcal {N}}{\Big (}{\sqrt {k-{\tfrac {1}{4}}}},{\tfrac {1}{4}}{\Big )}}.

## Altres propietats

### Família exponencial
La distribució gamma pertany a la família exponencial de dos paràmetres i té paràmetres naturals {\displaystyle k-1} i {\displaystyle 1/\theta }, i estadístics naturals {\displaystyle X} i {\displaystyle \ln(X)}.

### Moda
Quan {\displaystyle k\geq 1}, la funció de densitat de la distribució {\displaystyle \Gamma (k,\theta )} té un únic màxim al punt {\displaystyle \theta (k-1)}; és diu que aquest valor és la moda de la distribució i que la distribució és unimodal. El valor del màxim és {\displaystyle (k-1)^{k-1}e^{-(k-1)}/(\theta \,\Gamma (k))}, que per la fórmula de Stirling, per a valors grans de {\displaystyle k} es pot aproximar per {\displaystyle 1/{\Big (}\theta {\sqrt {2\pi (k-1)}}{\Big )}}.
Quan {\displaystyle k\in (0,1)}, aleshores la densitat no està afitada, ja que, en aquest cas, {\displaystyle \lim _{x\to 0^{+}}f(x;k,\theta )=\infty .}

### Entropia
L'entropia ve donada per
{\displaystyle {\frac {-1}{\theta ^{k}\Gamma (k)}}\int _{0}^{\infty }{\frac {x^{k-1}}{e^{x/\theta }}}\left[(k-1)\ln x-x/\theta -k\ln \theta -\ln \Gamma (k)\right]\,dx\!}
{\displaystyle =-\left[(k-1)(\ln \theta +\psi (k))-k-k\ln \theta -\ln \Gamma (k)\right]\!}
{\displaystyle =k+\ln \theta +\ln \Gamma (k)+(1-k)\psi (k)\!}
on ψ(k) és la funció digamma.

### Divergència Kullback-Leibler
La divergència Kullback-Leibler entre una Γ(α0, β0) (la distribució veritable) i una Γ(α, β) (la distribució que l'aproxima) ve donada per
{\displaystyle D_{\mathrm {KL} }(\alpha ,\beta ||\alpha _{0},\beta _{0})=\log \left({\frac {\Gamma ({\alpha _{0}})\beta _{0}^{\alpha _{0}}}{\Gamma (\alpha )\beta ^{\alpha _{0}}}}\right)+(\alpha -{\alpha _{0}})\psi (\alpha )+\alpha {\frac {\beta -\beta _{0}}{\beta _{0}}}}

### Transformada de Laplace
La transformada de Laplace de la distribució gamma és:
{\displaystyle F(s)={\frac {\beta ^{\alpha }}{(s+\beta )^{\alpha }}}}

## Estimació dels paràmetres

### Màxima versemblança
La funció de versemblança per a N observacions
iid
{\displaystyle (x_{1},\ldots ,x_{N})} és
{\displaystyle L(\theta )=\prod _{i=1}^{N}f(x_{i};k,\theta )\,\!}
de la qual podem calcular la log-versemblança
{\displaystyle \ell (\theta )=(k-1)\sum _{i=1}^{N}\ln {(x_{i})}-\sum x_{i}/\theta -Nk\ln {(\theta )}-N\ln {\Gamma (k)}.}
L'estimador màxim-versemblant s'obté maximitzant la log-versemblança,
és a dir, calculant-ne la derivada i igualant a zero (es pot demostrar
que la funció és convexa i que per tant té un sol extrem).
Procedint d'aquesta manera trobem que:
{\displaystyle {\hat {\theta }}={\frac {1}{kN}}\sum _{i=1}^{N}x_{i}.\,\!}
Substituint aquest resultat a l'expressió de la log-versemblança dona
{\displaystyle \ell =(k-1)\sum _{i=1}^{N}\ln {(x_{i})}-Nk-Nk\ln {\left({\frac {\sum x_{i}}{kN}}\right)}-N\ln {(\Gamma (k))}.\,\!}
Per trobar el màxim respecte de k cal calcular la derivada i
igualar-la a zero, amb què s'obté:
{\displaystyle \ln {(k)}-\psi (k)=\ln {\left({\frac {1}{N}}\sum _{i=1}^{N}x_{i}\right)}-{\frac {1}{N}}\sum _{i=1}^{N}\ln {(x_{i})}\,\!}
on
{\displaystyle \psi (k)={\frac {\Gamma '(k)}{\Gamma (k)}}\!}
és la funció digamma.
No existeix cap fórmula tancada per a k, però la funció es comporta bé
numèricament (és convex) i, per tant, és senzill trobar-ne una solució numèrica,
per exemple amb el mètode de Newton.
És possible trobar un valor inicial per a k 
emprant el mètode dels moments,
o emprant l'aproximació
{\displaystyle \ln(k)-\psi (k)\approx {\frac {1}{k}}\left({\frac {1}{2}}+{\frac {1}{12k+2}}\right).\,\!}
Si definim
{\displaystyle s=\ln {\left({\frac {1}{N}}\sum _{i=1}^{N}x_{i}\right)}-{\frac {1}{N}}\sum _{i=1}^{N}\ln {(x_{i})},\,\!}
aleshores k és aproximadament
{\displaystyle k\approx {\frac {3-s+{\sqrt {(s-3)^{2}+24s}}}{12s}}}
que és dins d'un 1,5% del valor correcte.

### Estimador Bayesià
Si considerem que k és conegut i {\displaystyle \theta } és
desconegut, la funció de densitat a posteriori per a {\displaystyle \theta } és
(assumint que la distribució a priori és proporcional a {\displaystyle 1/\theta })
{\displaystyle P(\theta |k,x_{1},...,x_{N})\propto 1/\theta \prod _{i=1}^{N}f(x_{i};k,\theta ).\,\!}
Definint 
{\displaystyle y\equiv \sum _{i=1}^{N}x_{i},\qquad P(\theta |k,x_{1},\dots ,x_{N})=C(x_{i})\theta ^{-Nk-1}e^{-y/\theta }.\!}
Per tal de calcular l'esperança cal calcular la integral respecte &theta,
el qual pot dur-se a terme emprant un canvi de variables que
revela que 1/&theta segueix una distribució gamma amb paràmetres
{\displaystyle \scriptstyle \alpha =Nk,\ \ \beta =y}.
{\displaystyle \int _{0}^{\infty }\theta ^{-Nk-1+m}e^{-y/\theta }\,d\theta =\int _{0}^{\infty }x^{Nk-1-m}e^{-xy}\,dx=y^{-(Nk-m)}\Gamma (Nk-m).\!}
Els moments podem calcular-se especificant diferents valors per a m a
la següent expressió
{\displaystyle E(x^{m})={\frac {\Gamma (Nk-m)}{\Gamma (Nk)}}y^{m},\!}
Per exemple, l'esperança +/- la desviació estàndard de la distribució
a posteriori de {\displaystyle \theta } és:
{\displaystyle {\frac {y}{Nk-1}}} +/- {\displaystyle {\frac {y^{2}}{(Nk-1)^{2}(Nk-2)}}.}
També és possible obtenir estimadors Bayesians sense assumir que k
és conegut, però en general no és possible obtenir-ne una expressió senzilla.

## Generació de valors d'una distribució gamma
Tenint en compte la propietat d'escala esmentada anteriorment,
és suficient generar una variable gamma amb β = 1 
i després transformar-la a qualsevol altre valor de β 
amb una simple divisió.
Emprant el fet que una distribució Γ(1, 1) és el mateix que una distribució exponencial Exp(1), i tenint en compte el mètode per generar variables aleatòries exponencials,
arribem a la conclusió que si U prové d'una distribució uniforme en (0, 1],
aleshores -ln(U) segueix una Γ(1, 1).
Emprant la propietat de què la suma de variables aleatòries gamma independents
segueix novament una distribució gamma, extenem el resultat:
{\displaystyle \sum _{k=1}^{n}{-\ln U_{k}}\sim \Gamma (n,1),}
on Uk són uniformement distribuïdesen (0, 1] i independents.
Tanmateix aquesta estratègia només funciona si n és un nombre sencer.
Ara veurem com generar observacions d'una Γ(δ, 1) per a 0 < δ < 1,
ja que després podem aplicar la propietat de la suma per al cas 1 < &delta.
A continuació presenten un algoritme, sense demostració. Es tracta d'un cas particular del mètode d'acceptació-rebuig:
1. Sigui m= 1.
2. Generar {\displaystyle V_{2m-1}} i {\displaystyle V_{2m}} — independents i uniformement distribuïdes a (0, 1].
3. Si {\displaystyle V_{2m-1}\leq v_{0}}, on {\displaystyle v_{0}={\frac {e}{e+\delta }}}, aleshores anar a 4, altrament anar a 5.
4. Sigui {\displaystyle \xi _{m}=V_{2m-1}^{1/\delta },\ \eta _{m}=V_{2m}\xi _{m}^{\delta -1}}. Anar a 6.
5. Sigui {\displaystyle \xi _{m}=1-\ln {V_{2m-1}},\ \eta _{m}=V_{2m}e^{-\xi _{m}}}.
6. Si {\displaystyle \eta _{m}>\xi _{m}^{\delta -1}e^{-\xi _{m}}}, aleshores incrementar m i tornar a 2.
7. Assumim que {\displaystyle \xi =\xi _{m}} és l'observació d'una {\displaystyle \Gamma (\delta ,1)}

Per resumir,
{\displaystyle \theta \left(\xi -\sum _{i=1}^{[k]}{\ln U_{i}}\right)\sim \Gamma (k,\theta ),}
on
[k] és la part sencera de k, i ξ ha estat generat emprant l'algoritme que hem presentat δ = {k} (la part fraccional de k),
Uk i Vl segueixen la distribució explicada anteriorment i són independents.
La Llibreria científica GNU disposa de 
rutines robustes per a generar observacions de moltes distribucions, 
incloent la distribució Gamma.

## Distribucions relacionades

### Casos particulars
- Si {\displaystyle X\sim {\Gamma }(k=1,\theta =1/\lambda )\,}, aleshores X segueix una distribució exponencial amb paràmetre λ.
- Si {\displaystyle X\sim {\Gamma }(k=v/2,\theta =2)\,}, aleshores X és idènticament distribuïda a una χ²(ν), la distribució khi-quadrat amb ν graus de llibertat.
- Si {\displaystyle k} és un nombre sencer, la distribució gamma es denomina distribució d'Erlang que serveix per a modelar el temps d'arribada fins a la {\displaystyle k}-ena "arribada" en un procés de Poisson d'una dimensió amb intensitat 1/θ.

- Si {\displaystyle X^{2}\sim {\Gamma }(3/2,2a^{2})\,}, aleshores X segueix una distribució de Maxwell-Boltzmann amb paràmetre a.
- {\displaystyle X\sim \mathrm {SkewLogistic} (\theta )\,}, aleshores {\displaystyle \mathrm {log} (1+e^{-X})\sim \Gamma (1,\theta )\,}

### Altres
- Si X segueix una Γ(k, θ) aleshores 1/X segueix una distribució gamma inversa amb paràmetres k i θ-1.
- Si X i Y són Γ(α, θ) i Γ(β, θ) independents, respectivament, aleshores X / (X + Y) segueix una distribució beta amb paràmetres α i β.
- Si Xi són Γ(αi,θ) independents, aleshores el vector (X1 / S, ..., Xn / S), on S = X1 + ... + Xn, segueix una distribució de Dirichlet amb paràmetres α1, ..., αn.

## Distribució gamma amb tres paràmetres
Johnson et al. introdueixen la distribució gamma amb tres paràmetres: a més dels paràmetres de forma i escala {\displaystyle k,\theta \in (0,\infty )}, consideren un paràmetre de posició {\displaystyle \gamma \in \mathbb {R} }; la distribució ve definida per la funció de densitat
{\displaystyle f(x;k,\theta ,\gamma )={\begin{cases}{\dfrac {1}{\theta ^{k}\,\Gamma (k)}}\,(x-\gamma )^{k-1}\,e^{-(x-\gamma )/\theta },&{\text{si}}\ x>\gamma ,\\0,&{\text{si}}\ x\leq \gamma .\end{cases}}}